# Ray Abrams (animateur)
Pour les articles homonymes, voir Ray Abrams et Abrams.
Ray Abrams  (vers 1906 - 1981) est un animateur et réalisateur américain.

## Biographie
Abrams est né en 1906 et a grandi dans une propriété à Salt Lake City, dans l'Utah. Il a travaillé dans diverses animations au cours des années 30. Il a d'abord commencé sa carrière chez Walt Disney Productions où il a travaillé sur les dessins animés d'Alice Comedies et d'Oswald le lapin chanceux et est arrivé chez Walter Lantz Productions en 1930. Il part ensuite au studio d'animation de Metro-Goldwyn-Mayer en 1937 et travaille principalement sur des courts métrages sous la direction de Tex Avery. En 1950, il retourne travaillé chez Lantz où il restera quinze ans. E, 1965; il est engagé par les studios d'Hanna-Barbera où il continue à travailler jusqu'à sa mort.
Abrams a travaillé sur dessins animés considérés comme les plus grands de l'âge d'or de l'animation américaine.
Ray Abrams décède à l'âge de 75 ans à Los Angeles, en Californie, le 4 juin 1981.

## Filmographie
- 1931 : The Stone Age
- 1942 : Der Gross méchant loup
- 1947 : Drôle de canari
- 1957 : Le Woody Woodpecker Show